# Fagopyrum kashmirianum
Fagopyrum kashmirianum là một loài thực vật có hoa trong họ Rau răm. Loài này được Munshi mô tả khoa học đầu tiên năm 1982.